# Kammerorchester Zürich
Das Kammerorchester Zürich existierte von 1920 bis 1943 in Zürich. Gegründet wurde es als Pioniertat vom Schweizer Geiger und Dirigenten russischer Herkunft, Alexander Schaichet, der damit weltweit das zweite Kammerorchester moderner Prägung initiierte. Finanziell unterstützt wurde das als Verein konstituierte Orchester u. a. vom damaligen Präsidenten der Tonhalle-Gesellschaft Zürich, Hermann Reiff, und dem Winterthurer Unternehmer und Mäzen Werner Reinhart.
Das Kammerorchester Zürich wurde zum Vorbild für das 1926 vom Dirigenten und Mäzen Paul Sacher gegründete Basler Kammerorchester. Beide Klangkörper können als Motoren der Kammerorchesterbewegung in Europa in der ersten Hälfte des 20. Jahrhunderts bezeichnet werden. Das Kammerorchester Zürich spielte Konzerte vor allem in Zürich, aber auch in anderen Städten der Schweiz.
Alexander Schaichet erschloss mit dem Kammerorchester Zürich systematisch ein Repertoire vom Barock bis zur Frühklassik, welches Anfang des 20. Jahrhunderts weitgehend vergessen war. Ein zweiter Schwerpunkt galt Werken des 19. und vor allem des 20. Jahrhunderts. Auch konzertante Werke, gespielt von jungen Musikern wie Annie Fischer, Georg Solti oder Maria Stader, nahmen einen Stellenwert in der Programmation ein. Dokumentiert sind 51 Uraufführungen und 215 Zürcher Erstaufführungen.
Als Orchester im Musiktheater gestaltete das Kammerorchester Zürich ebenfalls einige Aufführungen: 1926 im Rahmen des IGNM-Festes in Zürich Manuel de Fallas El Retablo de Maese Pedro mit den dafür geschaffenen Figuren des Künstlers Otto Morach, 1929 Ernst Tochs Märchenoper Die Prinzessin auf der Erbse und 1930 Paul Hindemiths humoristischer Sketch Hin und zurück sowie Ernst Tochs Einakter Erwin und Elmire.
Das 1943 mitten im Zweiten Weltkrieg aufgelöste Kammerorchester Zürich wurde im Herbst 1945 durch das von Edmond de Stoutz gegründete Zürcher Kammerorchester abgelöst, das bis heute existiert. Die beiden Klangkörper hatten personell keinerlei Verbindungen zueinander. Bereits 1941 gründete Paul Sacher in Zürich das Collegium Musicum Zürich (bis 1991), was die Auflösung des Kammerorchesters Zürich beschleunigte.